# Karel Kopecký
Karel Kopecký (19. května 1921, Praha – 31. března 1977, Brno) byl český fotbalista, brankář, reprezentant Československa.

## Fotbalová kariéra
V lize odehrál 110 utkání. Hrál za SK Libeň (1940–1941) a SK Židenice (1941–1950). Za československou reprezentaci odehrál v letech 1946–1947 čtyři utkání, jednou startoval i v reprezentačním B-mužstvu. Byl naším 18. reprezentačním brankářem v historii.

## Ligová bilance
| Ročník                                     | Zápasy | Góly | Nuly | Klub        |
| ------------------------------------------ | ------ | ---- | ---- | ----------- |
| Národní liga 1940/41                       | 7      | 0    | 2    | SK Libeň    |
| Národní liga 1941/42                       | 8      | 0    | 0    | SK Židenice |
| Národní liga 1942/43                       | 9      | 0    | 2    | SK Židenice |
| Národní liga 1943/44                       | 21     | 0    | 2    | SK Židenice |
| Státní liga 1945/46                        | 18     | 0    | 2    | SK Židenice |
| Státní liga 1946/47                        | 11     | 0    | 2    | SK Židenice |
| Státní liga 1948                           | 10     | 0    | 1    | SK Židenice |
| Celostátní československé mistrovství 1949 | 26     | 0    | 2    | SK Židenice |
| CELKEM                                     | 110    | 0    | 13   |             |